# Татиефанг, Серж
Серж Татиефанг (фр. Serge Tatiefang; 25 августа 1987 года, Аком II, Камерун) — камерунский футболист, полузащитник.

## Карьера
Воспитанник клуба «Канон Яунде». В раннем возрасте перебрался в Европу, где делал первые шаги в чемпионате Латвии. В 2007 году камерунец был заявлен за российский клуб Первого дивизиона «СКА-Энергия» (Хабаровск), но в его составе он так и не появлялся. Позднее Татиефанг играл в мексиканской MX-лиги за «Эстудиантес Текос».
В 2010 году хавбек вновь вернулся в Прибалтику. В течение пяти лет он выступал за различные команды из Латвии и Литвы. Последним коллективом в карьере Татиефанга стал «Сконто». В его составе он дебютировал 2 июля 2015 года в домашнем матче отборочного этапа Лиги Европы против ирландского «Сент-Патрикса» (2:1). Однако в чемпионате камерунец за команду не провел ни одной игры.
С 2016 года работает тренером в Балтийской футбольной академии в Риге. Имеет тренерскую лицензию категории «А» УЕФА

## Достижения
- Серебряный призер Чемпионата  Латвии (1): 2010.